# Liste der Deutschen Meister im Diskuswurf
Der Diskuswurf wurde bei den Männern erstmals 1903 innerhalb der Deutschen Leichtathletik-Meisterschaften durchgeführt. 1914, 1944 und 1945 fanden kriegsbedingt keine Deutschen Meisterschaften statt. Bei den Frauen werden Deutsche Meisterinnen im Diskuswurf seit 1922 ermittelt, ihren dritten Meisterschaften also.
1924 bis 1928 wurde bei den Männern zusätzlich der Meister im beidarmigen Diskuswurf ermittelt. Zur Weite des bereits gewerteten Wurfes mit dem besseren Arm wurde hierzu die mit dem schwächeren Arm erzielte Weite hinzu addiert.

## Deutsche Meisterschaftsrekorde
| Männer | 69,48 m | Lars Riedel (LAC Chemnitz) | Frankfurt/M. | 29. Juni 1997 |
| Frauen | 68,78 m | Ilke Wyludda (SV Halle)    | Hannover     | 27. Juli 1991 |

## Gesamtdeutsche Meister seit 1991 (DLV)
| Jahr | Ort               | Männer    | Männer                                      | Männer    | Frauen    | Frauen                                           | Frauen    |
| Jahr | Ort               | Datum     | Athlet                                      | Weite [m] | Datum     | Athletin                                         | Weite [m] |
| ---- | ----------------- | --------- | ------------------------------------------- | --------- | --------- | ------------------------------------------------ | --------- |
| 2025 | Dresden           | 3. August | Henrik Janssen (SC Magdeburg)               | 68,41     | 2. August | Marike Steinacker (TSV Bayer 04 Leverkusen)      | 65,56     |
| 2024 | Braunschweig      | 29. Juni  | Clemens Prüfer (SC Potsdam)                 | 65,96     | 30. Juni  | Kristin Pudenz (SC Potsdam)                      | 65,93     |
| 2023 | Kassel            | 9. Juli   | Henrik Janssen (SC Magdeburg)               | 63,93     | 8. Juli   | Kristin Pudenz (SC Potsdam)                      | 65,98     |
| 2022 | Berlin            | 26. Juni  | Martin Wierig (SC Magdeburg)                | 64,25     | 25. Juni  | Kristin Pudenz (SC Potsdam)                      | 67,10     |
| 2021 | Braunschweig      | 6. Juni   | Daniel Jasinski (TV Wattenscheid 01)        | 65,08     | 6. Juni   | Kristin Pudenz (SC Potsdam)                      | 64,07     |
| 2020 | Braunschweig      | 8. August | Clemens Prüfer (SC Potsdam)                 | 62,97     | 9. August | Kristin Pudenz (SC Potsdam)                      | 62,30     |
| 2019 | Berlin            | 3. August | Martin Wierig (SC Magdeburg)                | 65,39     | 4. August | Kristin Pudenz (SC Potsdam)                      | 64,37     |
| 2018 | Nürnberg          | 21. Juli  | Christoph Harting (SCC Berlin)              | 66,98     | 22. Juli  | Shanice Craft (MTG Mannheim)                     | 62,91     |
| 2017 | Erfurt            | 8. Juli   | Robert Harting (SCC Berlin)                 | 65,65     | 9. Juli   | Julia Harting, geb. Fischer (SCC Berlin)         | 63,63     |
| 2016 | Kassel            | 19. Juni  | Robert Harting (SCC Berlin)                 | 68,04     | 18. Juni  | Nadine Müller (SV Halle)                         | 65,79     |
| 2015 | Nürnberg          | 25. Juli  | Christoph Harting (SCC Berlin)              | 64,06     | 25. Juli  | Julia Fischer (SCC Berlin)                       | 65,98     |
| 2014 | Ulm               | 27. Juli  | Robert Harting (SCC Berlin)                 | 66,67     | 26. Juli  | Shanice Craft (MTG Mannheim)                     | 65,88     |
| 2013 | Ulm               | 7. Juli   | Robert Harting (SCC Berlin)                 | 67,95     | 6. Juli   | Nadine Müller (Hallesche Leichtathletik-Freunde) | 64,17     |
| 2012 | Boch.-Watt'scheid | 17. Juni  | Robert Harting (SCC Berlin)                 | 67,79     | 16. Juni  | Nadine Müller (Hallesche Leichtathletik-Freunde) | 66,47     |
| 2011 | Kassel            | 24. Juli  | Robert Harting (SCC Berlin)                 | 65,52     | 23. Juli  | Nadine Müller (Hallesche Leichtathletik-Freunde) | 63,41     |
| 2010 | Braunschweig      | 18. Juli  | Robert Harting (SCC Berlin)                 | 68,67     | 17. Juli  | Nadine Müller (Hallesche Leichtathletik-Freunde) | 63,07     |
| 2009 | Ulm               | 5. Juli   | Robert Harting (SCC Berlin)                 | 67,69     | 4. Juli   | Nadine Müller (Hallesche Leichtathletik-Freunde) | 59,98     |
| 2008 | Nürnberg          | 5. Juli   | Robert Harting (SCC Berlin)                 | 66,26     | 6. Juli   | Sabine Rumpf (LSG Goldener Grund)                | 57,50     |
| 2007 | Erfurt            | 21. Juli  | Robert Harting (SCC Berlin)                 | 63,79     | 22. Juli  | Franka Dietzsch (SC Neubrandenburg)              | 62,83     |
| 2006 | Ulm               | 15. Juli  | Lars Riedel (LAC Erdgas Chemnitz)           | 66,75     | 16. Juli  | Franka Dietzsch (SC Neubrandenburg)              | 66,29     |
| 2005 | Boch.-Watt'scheid | 2. Juli   | Michael Möllenbeck (TV Wattenscheid 01)     | 64,12     | 3. Juli   | Franka Dietzsch (SC Neubrandenburg)              | 64,19     |
| 2004 | Braunschweig      | 10. Juli  | Michael Möllenbeck (TV Wattenscheid 01)     | 63,14     | 11. Juli  | Franka Dietzsch (SC Neubrandenburg)              | 66,41     |
| 2003 | Ulm               | 28. Juni  | Lars Riedel (LAC Erdgas Chemnitz)           | 66,60     | 29. Juni  | Franka Dietzsch (SC Neubrandenburg)              | 62,86     |
| 2002 | Boch.-Watt'scheid | 7. Juli   | Michael Möllenbeck (TV Wattenscheid 01)     | 65,68     | 6. Juli   | Jana Tucholke (LAZ Leipzig)                      | 58,99     |
| 2001 | Stuttgart         | 1. Juli   | Lars Riedel (LAC Erdgas Chemnitz)           | 67,28     | 30. Juni  | Franka Dietzsch (SC Neubrandenburg)              | 63,31     |
| 2000 | Braunschweig      | 29. Juli  | Lars Riedel (LAC Erdgas Chemnitz)           | 65,67     | 30. Juli  | Franka Dietzsch (SC Neubrandenburg)              | 65,25     |
| 1999 | Erfurt            | 4. Juli   | Jürgen Schult (SC Riesa)                    | 66,47     | 3. Juli   | Franka Dietzsch (SC Neubrandenburg)              | 66,33     |
| 1998 | Berlin            | 4. Juli   | Lars Riedel (LAC Erdgas Chemnitz)           | 65,42     | 4. Juli   | Franka Dietzsch (SC Neubrandenburg)              | 63,62     |
| 1997 | Frankfurt/M.      | 29. Juni  | Lars Riedel (LAC Chemnitz)                  | 69,48     | 28. Juni  | Franka Dietzsch (SC Neubrandenburg)              | 64,82     |
| 1996 | Köln              | 23. Juni  | Lars Riedel (LAC Chemnitz)                  | 69,02     | 22. Juni  | Ilke Wyludda (LAC Chemnitz)                      | 67,36     |
| 1995 | Bremen            | 1. Juli   | Lars Riedel (LAC Chemnitz)                  | 66,34     | 1. Juli   | Ilke Wyludda (LAC Chemnitz)                      | 65,00     |
| 1994 | Erfurt            | 2. Juli   | Lars Riedel (LAC Chemnitz)                  | 65,50     | 2. Juli   | Ilke Wyludda (SV Halle)                          | 63,76     |
| 1993 | Duisburg          | 10. Juli  | Lars Riedel (USC Mainz)                     | 65,48     | 10. Juli  | Anja Gündler (OSC Berlin)                        | 61,84     |
| 1992 | München           | 20. Juni  | Lars Riedel (USC Mainz)                     | 65,96     | 20. Juni  | Ilke Wyludda (SV Halle)                          | 66,88     |
| 1991 | Hannover          | 27. Juli  | Wolfgang Schmidt (LG VfB/Kickers Stuttgart) | 64,98     | 27. Juli  | Ilke Wyludda (SV Halle)                          | 68,78     |

## Meister in derBundesrepublik Deutschlandbzw. derTrizonevon 1948 bis 1990 (DLV)
| Jahr | Ort           | Männer     | Männer                                       | Männer    | Frauen     | Frauen                                                 | Frauen    |
| Jahr | Ort           | Datum      | Athlet                                       | Weite [m] | Datum      | Athletin                                               | Weite [m] |
| ---- | ------------- | ---------- | -------------------------------------------- | --------- | ---------- | ------------------------------------------------------ | --------- |
| 1990 | Düsseldorf    | 11. August | Wolfgang Schmidt (LG VfB/Kickers Stuttgart)  | 66,12     | 11. August | Ursula Kreutel (LG VfB/Kickers Stuttgart)              | 63,96     |
| 1989 | Hamburg       | 12. August | Rolf Danneberg (LG Wedel-Pinneberg)          | 67,38     | 12. August | Dagmar Galler (LG Bayer Leverkusen)                    | 60,78     |
| 1988 | Frankfurt/M.  | 23. Juli   | Rolf Danneberg (LG Wedel-Pinneberg)          | 67,20     | 23. Juli   | Dagmar Galler (LG Bayer Leverkusen)                    | 62,60     |
| 1987 | Gelsenkirchen | 11. Juli   | Alois Hannecker (MTV Ingolstadt)             | 63,80     | 11. Juli   | Barbara Beuge (LC Olympiapark München)                 | 57,40     |
| 1986 | Berlin        | 12. Juli   | Alois Hannecker (MTV Ingolstadt)             | 65,28     | 12. Juli   | Claudia Losch (LAC Quelle Fürth)                       | 62,36     |
| 1985 | Stuttgart     | 3. August  | Alwin Wagner (USC Mainz)                     | 64,08     | 3. August  | Dagmar Galler (LG Bayer Leverkusen)                    | 61,24     |
| 1984 | Düsseldorf    | 23. Juni   | Alwin Wagner (USC Mainz)                     | 65,28     | 23. Juni   | Ingra Manecke (LAC Quelle Fürth)                       | 63,08     |
| 1983 | Bremen        | 25. Juni   | Alwin Wagner (USC Mainz)                     | 64,92     | 25. Juni   | Ingra Manecke (LAC Quelle Fürth)                       | 65,10     |
| 1982 | München       | 24. Juli   | Alwin Wagner (USC Mainz)                     | 63,86     | 24. Juli   | Ingra Manecke (LAC Quelle Fürth)                       | 59,28     |
| 1981 | Gelsenkirchen | 18. Juli   | Alwin Wagner (USC Mainz)                     | 63,20     | 18. Juli   | Ingra Manecke (LAC Quelle Fürth)                       | 59,18     |
| 1980 | Hannover      | 16. August | Rolf Danneberg (LG Wedel-Pinneberg)          | 60,20     | 16. August | Ingra Manecke (LAC Quelle Fürth)                       | 58,00     |
| 1979 | Stuttgart     | 11. August | Werner Hartmann (VfL Buchloe)                | 59,56     | 11. August | Ingra Manecke (LAC Quelle Fürth)                       | 56,16     |
| 1978 | Köln          | 12. August | Thomas Berlep (LG Frankfurt)                 | 59,08     | 12. August | Ingra Manecke (LAC Quelle Fürth)                       | 57,96     |
| 1977 | Hamburg       | 6. August  | Mac Wilkins/USA (LAC Quelle Fürth)           | 64,86     | 6. August  | Ingra Manecke (TK Hannover)                            | 55,86     |
| 1976 | Frankfurt/M.  | 14. August | Hein-Direck Neu (TSV Bayer 04 Leverkusen)    | 60,24     | 15. August | Liesel Westermann (TuS 04 Leverkusen)                  | 53,88     |
| 1975 | Gelsenkirchen | 29. Juni   | Klaus-Peter Hennig (TSV Bayer 04 Leverkusen) | 60,08     | 28. Juni   | Liesel Westermann (TuS 04 Leverkusen)                  | 57,68     |
| 1974 | Hannover      | 27. Juli   | Hein-Direck Neu (TSV Bayer 04 Leverkusen)    | 62,36     | 28. Juli   | Liesel Westermann (TuS 04 Leverkusen)                  | 57,34     |
| 1973 | Berlin        | 22. Juli   | Klaus-Peter Hennig (TSV Bayer 04 Leverkusen) | 63,06     | 21. Juli   | Liesel Westermann (TuS 04 Leverkusen)                  | 59,60     |
| 1972 | München       | 21. Juli   | Dirk Wippermann (Rot-Weiß Oberhausen)        | 60,28     | 23. Juli   | Liesel Westermann (TuS 04 Leverkusen)                  | 60,84     |
| 1971 | Stuttgart     | 10. Juli   | Klaus-Peter Hennig (TSV Bayer 04 Leverkusen) | 61,32     | 11. Juli   | Brigitte Berendonk (USC Heidelberg)                    | 58,22     |
| 1970 | Berlin        | 8. August  | Dirk Wippermann (Rot-Weiß Oberhausen)        | 60,92     | 9. August  | Liesel Westermann (TuS 04 Leverkusen)                  | 57,20     |
| 1969 | Düsseldorf    | 16. August | Hein-Direck Neu (USC Mainz)                  | 59,62     | 17. August | Liesel Westermann (TuS 04 Leverkusen)                  | 60,84     |
| 1968 | Berlin        | 17. August | Hein-Direck Neu (USC Mainz)                  | 59,42     | 18. August | Liesel Westermann (TuS 04 Leverkusen)                  | 62,50     |
| 1967 | Stuttgart     | 5. August  | Hein-Direck Neu (USC Mainz)                  | 58,30     | 6. August  | Liesel Westermann (Hannover 96)                        | 58,92     |
| 1966 | Hannover      | 6. August  | Hein-Direck Neu (USC Mainz)                  | 57,83     | 7. August  | Liesel Westermann (Hannover 96)                        | 53,31     |
| 1965 | Duisburg      | 8. August  | Jens Reimers (Rot-Weiß Oberhausen)           | 55,81     | 7. August  | Kriemhild Limberg, geb. Hausmann (Preussen Krefeld)    | 52,96     |
| 1964 | Berlin        | 7. August  | Josef Klik (KSV Hessen Kassel)               | 53,96     | 8. August  | Kriemhild Limberg, geb. Hausmann (Preussen Krefeld)    | 53,69     |
| 1963 | Augsburg      | 9. August  | Jens Reimers (Rot-Weiß Oberhausen)           | 55,00     | 10. August | Kriemhild Hausmann (Preussen Krefeld)                  | 52,89     |
| 1962 | Hamburg       | 27. Juli   | Jens Reimers (Rot-Weiß Oberhausen)           | 52,53     | 29. Juli   | Kriemhild Hausmann (Preussen Krefeld)                  | 51,91     |
| 1961 | Düsseldorf    | 28. Juli   | Jens Reimers (Rot-Weiß Oberhausen)           | 53,10     | 30. Juli   | Kriemhild Hausmann (Preussen Krefeld)                  | 51,85     |
| 1960 | Berlin        | 23. Juli   | Dieter Möhring (VfL Wolfsburg)               | 48,34     | 22. Juli   | Kriemhild Hausmann (Preussen Krefeld)                  | 52,23     |
| 1959 | Stuttgart     | 25. Juli   | Dieter Möhring (VfL Wolfsburg)               | 50,98     | 24. Juli   | Kriemhild Hausmann (Preussen Krefeld)                  | 49,89     |
| 1958 | Hannover      | 19. Juli   | Otto Koppenhöfer (TG Heilbronn)              | 51,71     | 18. Juli   | Kriemhild Hausmann (Preussen Krefeld)                  | 51,62     |
| 1957 | Düsseldorf    | 17. August | Martin Bührle (USC Heidelberg)               | 49,65     | 16. August | Anne-Chatrine Lafrenz (Gut-Heil Lübeck 1876)           | 48,84     |
| 1956 | Berlin        | 18. August | Karl Oweger (TSV 1860 München)               | 48,65     | 17. August | Anne-Chatrine Lafrenz (Gut-Heil Lübeck 1876)           | 47,20     |
| 1955 | Frankfurt/M.  | 7. August  | Günther Noack (PSV Grünweiß Frankfurt)       | 48,80     | 5. August  | Anne-Chatrine Lafrenz (Gut-Heil Lübeck 1876)           | 46,93     |
| 1954 | Hamburg       | 8. August  | Karl Oweger (TSV 1860 München)               | 50,20     | 6. August  | Marianne Werner, geb. Schulze-Entrup (SC Greven 09)    | 46,02     |
| 1953 | Augsburg      | 26. Juli   | Heinz Rosendahl (Schwarz-Weiß Radevormwald)  | 47,53     | 25. Juli   | Marianne Werner, geb. Schulze-Entrup (SC Greven 09)    | 44,64     |
| 1952 | Berlin        | 29. Juni   | Josef Hipp (TSG Balingen)                    | 48,28     | 28. Juni   | Marianne Werner, geb. Schulze-Entrup (SSV Wuppertal)   | 46,35     |
| 1951 | Düsseldorf    | 29. Juli   | Heinz Rosendahl (Schwarz-Weiß Radevormwald)  | 46,77     | 28. Juli   | Marianne Werner, geb. Schulze-Entrup (Preußen Münster) | 42,72     |
| 1950 | Stuttgart     | 5. August  | Josef Hipp (TSG Balingen)                    | 47,95     | 6. August  | Karen Sonneck, geb. Uthke (ASV Köln)                   | 42,01     |
| 1949 | Bremen        | 6. August  | Gerhard Hilbrecht (TSV 1860 München)         | 44,51     | 7. August  | Karen Uthke (ASV Köln)                                 | 41,86     |
| 1948 | Nürnberg      | 14. August | Heinz Rosendahl (Schwarz-Weiß Radevormwald)  | 46,00     | 15. August | Else Hümmer, geb. Graf (SV 1873 Nürnberg-Süd)          | 40,26     |

## Meister in derDDRbzw. derSBZvon 1948 bis 1990 (DVfL)
| Jahr | Ort            | Datum              | Männer                                   | Männer    | Frauen                                           | Frauen    |
| Jahr | Ort            | Datum              | Athlet                                   | Weite [m] | Athletin                                         | Weite [m] |
| ---- | -------------- | ------------------ | ---------------------------------------- | --------- | ------------------------------------------------ | --------- |
| 1990 |                |                    | Jürgen Schult (SC Traktor Schwerin)      |           | Ilke Wyludda (SC Chemie Halle)                   |           |
| 1989 | Neubrandenburg |                    | Jürgen Schult (SC Traktor Schwerin)      |           | Ilke Wyludda (SC Chemie Halle)                   |           |
| 1988 |                |                    | Jürgen Schult (SC Traktor Schwerin)      |           | Diana Gansky, geb. Sachse (ASK Vorwärts Potsdam) |           |
| 1987 |                |                    | Jürgen Schult (SC Traktor Schwerin)      |           | Martina Hellmann, geb. Opitz (SC DHfK Leipzig)   |           |
| 1986 |                |                    | Jürgen Schult (SC Traktor Schwerin)      |           | Martina Hellmann, geb. Opitz (SC DHfK Leipzig)   |           |
| 1985 | Leipzig        | 9.–11. August      | Jürgen Schult (SC Traktor Schwerin)      | 65,68     | Martina Opitz (SC DHfK Leipzig)                  | 69,48     |
| 1984 | Erfurt         | 1.–3. Juni         | Jürgen Schult (SC Traktor Schwerin)      | 65,40     | Gisela Beyer (ASK Vorwärts Potsdam)              | 70,32     |
| 1983 | K.-Marx-Stadt  | 16.–18. Juni       | Jürgen Schult (SC Traktor Schwerin)      | 66,34     | Gisela Beyer (ASK Vorwärts Potsdam)              | 69,02     |
| 1982 | Dresden        | 30. Juni – 3. Juli | Armin Lemme (SC Magdeburg)               | 65,48     | Irina Meszynski (TSC Berlin)                     | 67,84     |
| 1981 | Jena           | 7.–9. August       | Armin Lemme (SC Magdeburg)               | 66,70     | Evelin Jahl, geb. Schlaak (ASK Vorwärts Potsdam) | 66,72     |
| 1980 | Cottbus        | 16.–18. Juli       | Wolfgang Schmidt (SC Dynamo Berlin)      | 68,24     | Evelin Jahl, geb. Schlaak (ASK Vorwärts Potsdam) | 67,82     |
| 1979 | K.-Marx-Stadt  | 9.–12. August      | Wolfgang Schmidt (SC Dynamo Berlin)      | 66,26     | Evelin Jahl, geb. Schlaak (ASK Vorwärts Potsdam) | 68,04     |
| 1978 |                |                    | Wolfgang Schmidt (SC Dynamo Berlin)      |           | Evelin Jahl, geb. Schlaak (ASK Vorwärts Potsdam) |           |
| 1977 |                |                    | Wolfgang Schmidt (SC Dynamo Berlin)      |           | Evelin Jahl, geb. Schlaak (ASK Vorwärts Potsdam) |           |
| 1976 |                |                    | Wolfgang Schmidt (SC Dynamo Berlin)      |           | Evelin Schlaak (ASK Vorwärts Potsdam)            |           |
| 1975 |                |                    | Wolfgang Schmidt (SC Dynamo Berlin)      |           | Sabine Engel (SC Neubrandenburg)                 |           |
| 1974 |                |                    | Gunnar Müller (SC Chemie Halle)          |           | Gabriele Hinzmann (SC DHfK Leipzig)              |           |
| 1973 |                |                    | Siegfried Pachale (SC Cottbus)           |           | Gabriele Hinzmann (SC DHfK Leipzig)              |           |
| 1972 |                |                    | Detlef Thorith (SC Dynamo Berlin)        |           | Gabriele Hinzmann (SC DHfK Leipzig)              |           |
| 1971 |                |                    | Lothar Milde (SC Chemie Halle)           |           | Karin Illgen (SC DHfK Leipzig)                   |           |
| 1970 |                |                    | Detlef Thorith (SC Dynamo Berlin)        |           | Anna Mickler (SC Chemie Halle)                   |           |
| 1969 |                |                    | Lothar Milde (SC Chemie Halle)           |           | Gabriele Hinzmann (SC DHfK Leipzig)              |           |
| 1968 |                |                    | Lothar Milde (SC Chemie Halle)           |           | Karin Illgen (SC DHfK Leipzig)                   |           |
| 1967 |                |                    | Detlef Thorith (SC Dynamo Berlin)        |           | Karin Illgen (SC DHfK Leipzig)                   |           |
| 1966 |                |                    | Hartmut Losch (ASK Vorwärts Potsdam)     |           | Anita Hentschel (SC Chemie Halle)                |           |
| 1965 |                |                    | Fritz Kühl (ASK Vorwärts Berlin)         |           | Anita Hentschel (SC Chemie Halle)                |           |
| 1964 |                |                    | Fritz Kühl (ASK Vorwärts Berlin)         |           | Ingrid Lotz (SC DHfK Leipzig)                    |           |
| 1963 |                |                    | Lothar Milde (SC Chemie Halle)           |           | Ingrid Lotz (SC DHfK Leipzig)                    |           |
| 1962 |                |                    | Lothar Milde (SC Chemie Halle)           |           | Ingrid Lotz (SC DHfK Leipzig)                    |           |
| 1961 |                |                    | Lothar Milde (SC Chemie Halle)           |           | Doris Müller (SC DHfK Leipzig)                   |           |
| 1960 |                |                    | Fritz Kühl (ASK Vorwärts Berlin)         |           | Doris Müller (SC DHfK Leipzig)                   |           |
| 1959 |                |                    | Manfred Grieser (SC DHfK Leipzig)        |           | Doris Müller (SC DHfK Leipzig)                   |           |
| 1958 |                |                    | Fritz Kühl (ASK Vorwärts Berlin)         |           | Doris Müller (SC DHfK Leipzig)                   |           |
| 1957 |                |                    | Manfred Grieser (SC DHfK Leipzig)        |           | Doris Müller (SC DHfK Leipzig)                   |           |
| 1956 | Erfurt         |                    | Werner Kupper (Wissenschaft Uni Leipzig) |           | Irene Stechemesser (SC Motor Jena)               |           |
| 1955 |                |                    | Werner Kupper (Wissenschaft Uni Leipzig) |           | Wilfriede Tews (SC DHfK Leipzig)                 |           |
| 1954 |                |                    | Werner Kupper (Wissenschaft Uni Leipzig) |           | Ruth Wiederhold (BSG Empor Lindenau)             |           |
| 1953 |                |                    | Ernst Schmidt (Einheit NO Berlin)        |           | Ruth Wiederhold (BSG Empor Lindenau)             |           |
| 1952 |                |                    | Ernst Schmidt (Einheit NO Berlin)        |           | Lore Klitsch (Wissenschaft Halle)                |           |
| 1951 | Erfurt         | 13.–15. Juli       | Ernst Schmidt (Einheit NO Berlin)        |           | Ruth Wiederhold (BSG Empor Lindenau)             |           |
| 1950 |                |                    | Ernst Schmidt (Einheit NO Berlin)        |           | Lore Klitsch (Magdeburg)                         |           |
| 1949 |                |                    | Marcellus Markus (Leipzig)               |           | Ruth Wiederhold (Leipzig)                        |           |
| 1948 |                |                    | Marcellus Markus (Leipzig)               |           | Hilde Peters (Apolda)                            |           |

## Deutsche Meister im beidarmigen Diskuswurf von 1924 bis 1928
Das beidarmige Diskuswurf wurde nur für Männer ausgetragen.
| Jahr | Ort        | Datum     | Athleten                                | Weite [m] |
| ---- | ---------- | --------- | --------------------------------------- | --------- |
| 1928 | Düsseldorf | 14. Juli  | Alfred Lingnau (TuS Eintracht Dortmund) | 79,32     |
| 1927 | Berlin     | 16. Juli  | Hermann Hänchen (Polizei SV Berlin)     | 77,66     |
| 1926 | Leipzig    | 7. August | Hermann Hänchen (Polizei SV Berlin)     | 72,91     |
| 1925 | Berlin     | 8. August | Hermann Hänchen (Polizei SV Berlin)     | 75,70     |
| 1924 | Stettin    | 9. August | Hermann Hänchen (Polizei SV Berlin)     | 68,09     |

## Deutsche Meister 1898 bis 1947 (DLV)
| Jahr | Männer                                                      | Männer                                                      | Männer                                                      | Männer                                                      | Frauen                                                                   | Frauen                                                                   | Frauen                                                                   | Frauen                                                                   |
| Jahr | Ort                                                         | Datum                                                       | Athlet                                                      | Weite [m]                                                   | Ort                                                                      | Datum                                                                    | Athletin                                                                 | Weite [m]                                                                |
| ---- | ----------------------------------------------------------- | ----------------------------------------------------------- | ----------------------------------------------------------- | ----------------------------------------------------------- | ------------------------------------------------------------------------ | ------------------------------------------------------------------------ | ------------------------------------------------------------------------ | ------------------------------------------------------------------------ |
| 1947 | Köln                                                        | 10. Aug.                                                    | Gustav Marktanner (VfB Stuttgart)                           | 43,60                                                       | Köln                                                                     | 9. Aug.                                                                  | Marianne Schulze Entrup (TV Münster 1862)                                | 41,13                                                                    |
| 1946 | Frankfurt/M.                                                | 25. Aug.                                                    | Gerhard Hilbrecht (TSV Simbach)                             | 44,61                                                       | Frankfurt/M.                                                             | 25. Aug.                                                                 | Anna Hagemann (KSV Hessen Kassel)                                        | 40,17                                                                    |
| 1945 | kriegsbedingt keine Deutschen Leichtathletikmeisterschaften | kriegsbedingt keine Deutschen Leichtathletikmeisterschaften | kriegsbedingt keine Deutschen Leichtathletikmeisterschaften | kriegsbedingt keine Deutschen Leichtathletikmeisterschaften | kriegsbedingt keine Deutschen Leichtathletikmeisterschaften              | kriegsbedingt keine Deutschen Leichtathletikmeisterschaften              | kriegsbedingt keine Deutschen Leichtathletikmeisterschaften              | kriegsbedingt keine Deutschen Leichtathletikmeisterschaften              |
| 1944 | kriegsbedingt keine Deutschen Leichtathletikmeisterschaften | kriegsbedingt keine Deutschen Leichtathletikmeisterschaften | kriegsbedingt keine Deutschen Leichtathletikmeisterschaften | kriegsbedingt keine Deutschen Leichtathletikmeisterschaften | kriegsbedingt keine Deutschen Leichtathletikmeisterschaften              | kriegsbedingt keine Deutschen Leichtathletikmeisterschaften              | kriegsbedingt keine Deutschen Leichtathletikmeisterschaften              | kriegsbedingt keine Deutschen Leichtathletikmeisterschaften              |
| 1943 | Berlin                                                      | 25. Juli                                                    | Gerhard Hilbrecht (DT Görlitz)                              | 45,86                                                       | Berlin                                                                   | 25. Juli                                                                 | Paula Mollenhauer (SV St. Georg 1895 Hamburg)                            | 41,56                                                                    |
| 1942 | Berlin                                                      | 26. Juli                                                    | Johann Wotapek (Polizei SV Wien)                            | 47,59                                                       | Berlin                                                                   | 26. Juli                                                                 | Gisela Mauermayer (TV Nymphenburg München)                               | 43,60                                                                    |
| 1941 | Berlin                                                      | 20. Juli                                                    | Johann Wotapek (Polizei SV Wien)                            | 47,08                                                       | Berlin                                                                   | 20. Juli                                                                 | Gisela Mauermayer (TV Nymphenburg München)                               | 42,63                                                                    |
| 1940 | Berlin                                                      | 11. Aug.                                                    | Johann Wotapek (Polizei SV Wien)                            | 48,37                                                       | Berlin                                                                   | 10. Aug.                                                                 | Gisela Mauermayer (TV Nymphenburg München)                               | 45,94                                                                    |
| 1939 | Berlin                                                      | 9. Juli                                                     | Ernst Lampert (TSV 1860 München)                            | 49,35                                                       | Berlin                                                                   | 8. Juli                                                                  | Gisela Mauermayer (TV Nymphenburg München)                               | 46,79                                                                    |
| 1938 | Breslau                                                     | 30. Juli                                                    | Ernst Lampert (TSV 1860 München)                            | 48,78                                                       | Breslau                                                                  | 30. Juli                                                                 | Gisela Mauermayer (TV Nymphenburg München)                               | 48,18                                                                    |
| 1937 | Berlin                                                      | 25. Juli                                                    | Willy Schröder (Polizei SV Berlin)                          | 50,44                                                       | Berlin                                                                   | 24. Juli                                                                 | Gisela Mauermayer (TV Nymphenburg München)                               | 43,24                                                                    |
| 1936 | Berlin                                                      | 12. Juli                                                    | Willy Schröder (Berliner SC)                                | 49,00                                                       | Berlin                                                                   | 11. Juli                                                                 | Gisela Mauermayer (TV Nymphenburg München)                               | 48,731 (WR)                                                              |
| 1935 | Berlin                                                      | 4. Aug.                                                     | Ernst Lampert (DSC Saarbrücken)                             | 46,65                                                       | Berlin                                                                   | 3. Aug.                                                                  | Gisela Mauermayer (TV Nymphenburg München)                               | 44,63                                                                    |
| 1934 | Nürnberg                                                    | 27. Juli                                                    | Hans-Heinrich Sievert (Eimsbütteler TV)                     | 47,25                                                       | Nürnberg                                                                 | 27. Juli                                                                 | Gisela Mauermayer (TV Nymphenburg München)                               | 38,26                                                                    |
| 1933 | Köln                                                        | 12. Aug.                                                    | Hans-Heinrich Sievert (Eimsbütteler TV)                     | 49,32 (DR)                                                  | Weimar                                                                   | 19. Aug.                                                                 | Ellen Braumüller (DOSC Berlin)                                           | 38,75                                                                    |
| 1932 | Hannover                                                    | 3. Juli                                                     | Emil Hirschfeld (LfL Wünsdorf)                              | 46,08                                                       | Berlin                                                                   | 2. Juli                                                                  | Grete Heublein (SuS Barmen)                                              | 38,71                                                                    |
| 1931 | Berlin                                                      | 1. Aug.                                                     | Hans Hoffmeister (SC Münster 08)                            | 45,48                                                       | Magdeburg                                                                | 1. Aug.                                                                  | Paula Mollenhauer (SC Victoria Hamburg)                                  | 39,61 (DR)                                                               |
| 1930 | Berlin                                                      | 2. Aug.                                                     | Hans Hoffmeister (Preußen Münster)                          | 45,10                                                       | Lennep                                                                   | 3. Aug.                                                                  | Grete Heublein (SuS Barmen)                                              | 38,11                                                                    |
| 1929 | Breslau                                                     | 20. Juli                                                    | Emil Hirschfeld (SV Hindenburg Allenstein)                  | 45,12                                                       | Frankfurt/M.                                                             | 21. Juli                                                                 | Paula Mollenhauer (SC Victoria Hamburg)                                  | 37,62                                                                    |
| 1928 | Düsseldorf                                                  | 14. Juli                                                    | Ernst Paulus (VfL Wetzlar)                                  | 47,35                                                       | Berlin                                                                   | 15. Juli                                                                 | Milly Reuter (SC Frankfurt 1880)                                         | 36,75                                                                    |
| 1927 | Berlin                                                      | 16. Juli                                                    | Hermann Hänchen (Polizei SV Berlin)                         | 44,67                                                       | Breslau                                                                  | 6. Aug.                                                                  | Ruth Lange (SCC Berlin)                                                  | 34,75                                                                    |
| 1926 | Leipzig                                                     | 7. Aug.                                                     | Hans Hoffmeister (Hannover 96)                              | 44,13                                                       | Braunschweig                                                             | 22. Aug.                                                                 | Milly Reuter (SC Frankfurt 1880)                                         | 38,34                                                                    |
| 1925 | Berlin                                                      | 9. Aug.                                                     | Hermann Hänchen (Polizei SV Berlin)                         | 42,03                                                       | Leipzig                                                                  | 6. Sept.                                                                 | Milly Reuter (SC Frankfurt 1880)                                         | 25,95                                                                    |
| 1924 | Stettin                                                     | 9. Aug.                                                     | Gustav Steinbrenner (FV Borussia Frankfurt)                 | 41,20                                                       | Stettin                                                                  | 10. Aug.                                                                 | Lilli Henoch (Berliner SC)                                               | 25,61                                                                    |
| 1923 | Frankfurt/M.                                                | 18. Aug.                                                    | Gustav Steinbrenner (Frankfurter TV 1860)                   | 41,55                                                       | Frankfurt/M.                                                             | 19. Aug.                                                                 | Lilli Henoch (Berliner SC)                                               | 24,91                                                                    |
| 1922 | Duisburg                                                    | 18. Aug.                                                    | Gustav Steinbrenner (Frankfurter TV 1860)                   | 42,55                                                       | Duisburg                                                                 | 19. Aug.                                                                 | Gertrud Böhringer (TV Jahn München)                                      | 23,86                                                                    |
| 1921 | Hamburg                                                     | 21. Aug.                                                    | Gustav Steinbrenner (Frankfurter TV 1860)                   | 42,75                                                       | Hamburg                                                                  | 20./21. Aug.                                                             | Wettbewerb für Frauen nicht im Meisterschaftsprogramm                    | Wettbewerb für Frauen nicht im Meisterschaftsprogramm                    |
| 1920 | Dresden                                                     | 15. Aug.                                                    | Max Grafwallner (MTV München 1879)                          | 40,84                                                       | Dresden                                                                  | 14./15. Aug.                                                             | Wettbewerb für Frauen nicht im Meisterschaftsprogramm                    | Wettbewerb für Frauen nicht im Meisterschaftsprogramm                    |
| 1919 | Nürnberg                                                    | 24. Aug.                                                    | Xaver Geyer (TSV 1860 München)                              | 37,82                                                       | Deutsche Leichtathletikmeisterschaften für Frauen noch nicht ausgetragen | Deutsche Leichtathletikmeisterschaften für Frauen noch nicht ausgetragen | Deutsche Leichtathletikmeisterschaften für Frauen noch nicht ausgetragen | Deutsche Leichtathletikmeisterschaften für Frauen noch nicht ausgetragen |
| 1918 | Berlin                                                      | 25. Aug.                                                    | Xaver Geyer (TSV 1860 München)                              | 35,97                                                       | Deutsche Leichtathletikmeisterschaften für Frauen noch nicht ausgetragen | Deutsche Leichtathletikmeisterschaften für Frauen noch nicht ausgetragen | Deutsche Leichtathletikmeisterschaften für Frauen noch nicht ausgetragen | Deutsche Leichtathletikmeisterschaften für Frauen noch nicht ausgetragen |
| 1917 | Berlin                                                      | 5. Aug.                                                     | Heinrich Buchgeister (SCC Berlin)                           | 38,70                                                       | Deutsche Leichtathletikmeisterschaften für Frauen noch nicht ausgetragen | Deutsche Leichtathletikmeisterschaften für Frauen noch nicht ausgetragen | Deutsche Leichtathletikmeisterschaften für Frauen noch nicht ausgetragen | Deutsche Leichtathletikmeisterschaften für Frauen noch nicht ausgetragen |
| 1916 | Leipzig                                                     | 27. Aug.                                                    | Erich Herbst (BFC Preussen Berlin)                          | 37,03                                                       | Deutsche Leichtathletikmeisterschaften für Frauen noch nicht ausgetragen | Deutsche Leichtathletikmeisterschaften für Frauen noch nicht ausgetragen | Deutsche Leichtathletikmeisterschaften für Frauen noch nicht ausgetragen | Deutsche Leichtathletikmeisterschaften für Frauen noch nicht ausgetragen |
| 1915 | Berlin                                                      | 19. Sept.                                                   | Paul Willführ (Berliner SC)                                 | 39,42                                                       | Deutsche Leichtathletikmeisterschaften für Frauen noch nicht ausgetragen | Deutsche Leichtathletikmeisterschaften für Frauen noch nicht ausgetragen | Deutsche Leichtathletikmeisterschaften für Frauen noch nicht ausgetragen | Deutsche Leichtathletikmeisterschaften für Frauen noch nicht ausgetragen |
| 1914 | kriegsbedingt keine Deutschen Leichtathletikmeisterschaften | kriegsbedingt keine Deutschen Leichtathletikmeisterschaften | kriegsbedingt keine Deutschen Leichtathletikmeisterschaften | kriegsbedingt keine Deutschen Leichtathletikmeisterschaften | Deutsche Leichtathletikmeisterschaften für Frauen noch nicht ausgetragen | Deutsche Leichtathletikmeisterschaften für Frauen noch nicht ausgetragen | Deutsche Leichtathletikmeisterschaften für Frauen noch nicht ausgetragen | Deutsche Leichtathletikmeisterschaften für Frauen noch nicht ausgetragen |
| 1913 | Breslau                                                     | 17. Aug.                                                    | Paul Willführ (Berliner SC)                                 | 39,47                                                       | Deutsche Leichtathletikmeisterschaften für Frauen noch nicht ausgetragen | Deutsche Leichtathletikmeisterschaften für Frauen noch nicht ausgetragen | Deutsche Leichtathletikmeisterschaften für Frauen noch nicht ausgetragen | Deutsche Leichtathletikmeisterschaften für Frauen noch nicht ausgetragen |
| 1912 | Duisburg                                                    | 18. Aug.                                                    | Georg Kerker (FC Segeberg)                                  | 40,78                                                       | Deutsche Leichtathletikmeisterschaften für Frauen noch nicht ausgetragen | Deutsche Leichtathletikmeisterschaften für Frauen noch nicht ausgetragen | Deutsche Leichtathletikmeisterschaften für Frauen noch nicht ausgetragen | Deutsche Leichtathletikmeisterschaften für Frauen noch nicht ausgetragen |
| 1911 | Dresden                                                     | 20. Aug.                                                    | Emil Welz (ATB Frankfurt)                                   | 39,01                                                       | Deutsche Leichtathletikmeisterschaften für Frauen noch nicht ausgetragen | Deutsche Leichtathletikmeisterschaften für Frauen noch nicht ausgetragen | Deutsche Leichtathletikmeisterschaften für Frauen noch nicht ausgetragen | Deutsche Leichtathletikmeisterschaften für Frauen noch nicht ausgetragen |
| 1910 | Frankfurt/M.                                                | 28. Aug.                                                    | Josef Otto (Darmstädter SC 1905)                            | 37,68                                                       | Deutsche Leichtathletikmeisterschaften für Frauen noch nicht ausgetragen | Deutsche Leichtathletikmeisterschaften für Frauen noch nicht ausgetragen | Deutsche Leichtathletikmeisterschaften für Frauen noch nicht ausgetragen | Deutsche Leichtathletikmeisterschaften für Frauen noch nicht ausgetragen |
| 1909 | Frankfurt/M.                                                | 29. Aug.                                                    | Emil Welz (FC Hermannia Frankfurt)                          | 39,06                                                       | Deutsche Leichtathletikmeisterschaften für Frauen noch nicht ausgetragen | Deutsche Leichtathletikmeisterschaften für Frauen noch nicht ausgetragen | Deutsche Leichtathletikmeisterschaften für Frauen noch nicht ausgetragen | Deutsche Leichtathletikmeisterschaften für Frauen noch nicht ausgetragen |
| 1908 | Berlin                                                      | 16. Aug.                                                    | Emil Welz (SC Komet Berlin)                                 | 36,82                                                       | Deutsche Leichtathletikmeisterschaften für Frauen noch nicht ausgetragen | Deutsche Leichtathletikmeisterschaften für Frauen noch nicht ausgetragen | Deutsche Leichtathletikmeisterschaften für Frauen noch nicht ausgetragen | Deutsche Leichtathletikmeisterschaften für Frauen noch nicht ausgetragen |
| 1907 | Breslau                                                     | 18. Aug.                                                    | Alex Abraham (SC Komet Berlin)                              | 32,34                                                       | Deutsche Leichtathletikmeisterschaften für Frauen noch nicht ausgetragen | Deutsche Leichtathletikmeisterschaften für Frauen noch nicht ausgetragen | Deutsche Leichtathletikmeisterschaften für Frauen noch nicht ausgetragen | Deutsche Leichtathletikmeisterschaften für Frauen noch nicht ausgetragen |
| 1906 | Hannover                                                    | 2. Sept.                                                    | Emil Welz (SC Komet Berlin)                                 | 41,62                                                       | Deutsche Leichtathletikmeisterschaften für Frauen noch nicht ausgetragen | Deutsche Leichtathletikmeisterschaften für Frauen noch nicht ausgetragen | Deutsche Leichtathletikmeisterschaften für Frauen noch nicht ausgetragen | Deutsche Leichtathletikmeisterschaften für Frauen noch nicht ausgetragen |
| 1905 | Leipzig                                                     | 23. Juli                                                    | Reinhold Friedrich (VfB Leipzig)                            | 27,07                                                       | Deutsche Leichtathletikmeisterschaften für Frauen noch nicht ausgetragen | Deutsche Leichtathletikmeisterschaften für Frauen noch nicht ausgetragen | Deutsche Leichtathletikmeisterschaften für Frauen noch nicht ausgetragen | Deutsche Leichtathletikmeisterschaften für Frauen noch nicht ausgetragen |
| 1904 | Hannover                                                    | 24. Juli                                                    | Friedrich Hoffmann (Hannover 96)                            | 30,00                                                       | Deutsche Leichtathletikmeisterschaften für Frauen noch nicht ausgetragen | Deutsche Leichtathletikmeisterschaften für Frauen noch nicht ausgetragen | Deutsche Leichtathletikmeisterschaften für Frauen noch nicht ausgetragen | Deutsche Leichtathletikmeisterschaften für Frauen noch nicht ausgetragen |
| 1903 | Frankfurt/M.                                                | 23. Aug.                                                    | Wilhelm Grimm (Kickers Offenbach)                           | 33,35                                                       | Deutsche Leichtathletikmeisterschaften für Frauen noch nicht ausgetragen | Deutsche Leichtathletikmeisterschaften für Frauen noch nicht ausgetragen | Deutsche Leichtathletikmeisterschaften für Frauen noch nicht ausgetragen | Deutsche Leichtathletikmeisterschaften für Frauen noch nicht ausgetragen |